# Зелізна Дарія Іванівна
Зелізна Дарія Іванівна (нар. 7 грудня 1955 року, Львів) — українська театральна актриса. Народна артистка України (2010).

## Життєпис
Дарія народилася у Львові в родині Івана та Софії Кошель. Дитячі роки провела на околиці Львова, куди перебралася їхня родина. Успішне навчання у школі супроводжувала участю в мистецьких студіях, зокрема, захоплювалася театром. Тому коли при львівській драмі, Сергій Данченко відкрив студію, Дарія була в числі перших їх відвідувачів-учениць. 
В 1976 році закінчила театральну студію при Львівському Національному українському драматичному театрі імені  Марії Заньковецької (викладач Сергій Володимирович  Данченко). Окрім того її викладачами були: народний артист СРСР Василь Сергійович Яременко, народна артистка України Любов Яківна Каганова (курс сценічної мови).
1985 році — закінчила факультет журналістики та редакторства в Українському поліграфічному інституті імені Івана Федорова.
З 1976 працює в Національному академічному українському драматичному театрі імені Марії Заньковецької (Львів). Актриса трагедій, пориву, рідкісної драматичної глибини, якій, водночас, притаманний певний ґротеск, комедійність та ліричність.
В 2018 році була нагороджена Орден княгині Ольги, 3-го ступеня.

## Ролі
- «Не зрадь себе» Л. Сєргєєв – Марина;
- «Украдене щастя» І. Франко – сусідка;
- «Ніч на полонині» О. Олесь – Мавка;
- «Суд пам’яті» М. Петренко – Магда;
- «Мої надії» М. Шатров – Інна;
- «Човен хитається» Я.Галан – молода дівчина;
- «Комуніст» Є. Габрилович – жінка;
- «Іменем землі і сонця» І. Друце – Агафія;
- «Санітарний день» О. Коломієць – Зіна;
- «Марія Заньковецька» І. Рябокляч – Барська;
- «Житейське море» І. Карпенко – Маруся;
- «По щучому велінню» М. Кропивницький – Королиха, Королівна;
- «Суєта» І. Карпенко – Наташа;
- «Хета Ніскавуорі» Х. Вуолійокі – Нікелля;
- «Регіон» М. Зарудний – Варя;
- «Лісова пісня» Леся Українка – Доля;
- «Котигорошко» М. Кропивницький – Калина;
- «Кришталевий черевичок» Т. Габбе – Жавотта;
- «Срібна павутина» О. Коломієць – сердешна
- «Вода з отчої криниці» В. Фальварочний – Меценатка;
- «Чари правдивої пісні» Б. Стельмах – Брехня;
- «Правда» М. Погодін – Наташа;
- «Звичайне чудо» Є.Шварц – Господиня;
- «Убий Лева» О. Коломієць – Надійка;
- «Отелло» В. Шекспір – Емілія;
- «Сьомий подвиг Геракла» М. Рощин – Антігона;
- «Ой не ходи, Грицю» М. Старицький – Маруся;
- «Данило Галицький» В. Босович – Ярина;
- «Звичайна горошина» В. Данилевич, О. Косинський – Королева Ізабелла;
- «Безталанна» І. Карпенко – Варка;
- «Так переможемо» М. Шатров – Гляссер;
- «Гайдамаки» Т. Шевченко – Оксана, Дума поета;
- «Коза Дереза» М. Лисенко – Лисичка;
- «Маруся Чурай» Л. Костенко – Маруся;
- «Ой, радуйся земле» вертеп – Рахіль;
- «Згадайте, братія моя» Т. Шевченко – душа, відьма;
- «Народний Малахій» М. Куліш – Надія;
- «Павло Полуботок» К. Буревій – Гонзеровська;
- «Мотря» Б. Лепкий – Марія Федорівна;
- «Не вбивай» Б. Лепкий – Марія Федорівна;
- «Батурин» Б. Лепкий – Марія Федорівна;
- «Макбет» В. Шекспір – Леді Макбет;
- «Василь Свистун» В. Герасимчук – Русалка;
- «Гедда Габлер» Г. Ібсен – Теа;
- «Рисове зерно» А. Ніколаса – Діома;
- «Ісус, син Бога живого» В. Босович – Єлизавета;
- «Сейлемські відьми» А. Міллер – Елізабет;
- «Кохання січового стрільця» Я.Барнич – Ірма;
- «Медея» Ж. Ануй – Медея;
- «Я камінь з божої пращі»О.Ольжич – Муза;
- «На межі» Леся Українка – Йоганна (жінка Хусова);
- «Дім божевільних» Е. Скарпетта – Амалія;
- «Гамлет» В. Шекспір – Гертруда;
- «Моральність пані Дульської» Г. Запольська – Квартирантка;
- «У неділю рано зілля копала…» О.Кобилянська – Мавра;
- «Талан» М. Старицький – Манько;
- «Ханума» А. Цагарелі – Кабато;
- «Доки сонце зійде, роса очі виїсть» М. Кропивницький – Наталя Семенівна;
- «Картка любові» Роман Горак – Ольга Озаркевич;
- «Вісім люблячих жінок» Р. Тома – Огюстина;
- «Жіночі ігри» Родіон Феденьов – Луїза (Тереза);
- «Державна зрада» Рей Лапіка – Доля;
- «Любий друг» Гі де Мопассан – Вірджинія;
- «Дама з камеліями» А.Дюма-син – Прюданс;
- «Криза» О. Огородник – Надя;
- «Сільва» І.Кальман – Юліана;
- «Полліанна» Е. Портер – Місіс Сноу;
- «Невольник» Т. Г. Шевченко – Перша мати;
- «Останній гречкосій» О. Огородник – Оксана;
- «Різдвяна ніч»М.Старицький – Ткачиха, сусідка Солохи; Жінки;
- «Жіночий дім» Зоф’я Налковська – Целіна Белська;
- «Поцілунок самотності» Роман Горак – виконавці;
- «Марія Заньковецька»І.Рябокляч – Марія Василівна;
- «За двома зайцями»М.Старицький – Явдокія Пилипівна, його жінка;
- «Перед заходом сонця» Г.Гауптманн – Анна Петерс;
- «CLUB самотніх сердець»А.Менчелл – Доріс;
- «Концерт оркестру театру» – Солісти;
- «Каліка з Інішмаану»М.Макдонах – Мамуля;
- «Без інтиму»Ф.Буляков – Явдоха;
- «Полісянка»О.Огородник – селянка;
- «Ой не ходи, Грицю, та на вечорниці….» М.Старицький – Вустя Шурай;